# الحذف والشمولية في ويكيبيديا
الحذف والشمولية في ويكيبيديا فلسفتان متعارضتان تطورتا إلى حد كبير داخل مجتمع محرري الموسوعة الإلكترونية ويكيبيديا المتطوعين. تعكس المصطلحات آراء مختلفة حول النطاق المناسب للموسوعة والاتجاهات المقابلة إما لحذف أو تضمين مقالة موسوعية معينة.
يعتبر مؤيدو سياسة الحذف أن التغطية الانتقائية وإزالة المقالات ذات الجودة الضعيفة أمرًا ضروريًا. وجهات النظر المؤيدة للحذف غالبًا ما تنبع من الرغبة في أن تركز ويكيبيديا على المواضيع الأكثر أهمية وتغطيتها بشكل شامل. كما تهدف هذه السياسة إلى الحد من المحتوى الترويجي (الذي يُنظر إليه كاستخدام غير مناسب للمنصة)، والتوافه، والمقالات التي يُعتقد أنها تفتقر إلى الاهتمام العام أو المواد المصدرية اللازمة لتوفير تغطية عالية الجودة. بالإضافة إلى ذلك، يُنظر إلى المقالات القصيرة جدًا أو ذات الجودة المتدنية بشكل كبير على أنها عبء محتمل يزيد من مهام الصيانة للمجتمع.
إن أنصار الشمولية هم من أنصار الاحتفاظ على نطاق واسع، بما في ذلك الاحتفاظ بالمواد "غير الضارة" والمواد التي تعتبر دون المستوى المطلوب للسماح بالتحسين في المستقبل. إن وجهات النظر الشمولية عادة ما تكون مدفوعة برغبة في إبقاء ويكيبيديا واسعة النطاق في التغطية مع حاجز دخول أقل بكثير للمواضيع التي يتم تغطيتها - إلى جانب الاعتقاد بأنه من المستحيل تحديد المعرفة التي قد تكون "مفيدة" أو منتجة، وأن المحتوى غالبًا ما يبدأ سيئًا ويتحسن إذا سمح بالوقت، وأنه لا توجد تكلفة إضافية للتغطية، وأن الخطوط التعسفية في الرمال غير مفيدة وقد تكون مثيرة للانقسام، وأن حسن النية يتطلب تجنب الحذف التعسفي لأعمال الآخرين. يقوم البعض بتوسيع هذا ليشمل السماح بمجموعة أوسع من المصادر مثل المدونات البارزة ومواقع الويب الأخرى.
إلى الحد الذي كان يوجد فيه موقف رسمي اعتبارًا من عام 2010، كان ذلك الموقف هو أنه "لا يوجد حد عملي لعدد المواضيع التي يمكن أن تغطيها" ولكن "هناك تمييز مهم بين ما يمكن القيام به وما يجب القيام به"، وهذا الأخير هو موضوع سياسة "ما لا تمثله ويكيبيديا". وتختتم السياسة بقولها "وبالتالي، فإن هذه السياسة ليست تصريحًا مجانيًا للإدراج".

## الخلفية
بسبب المخاوف بشأن التخريب وملاءمة المحتوى، تتطلب معظم مواقع الويكي سياسات تتعلق بالتضمين. لقد طورت ويكيبيديا مساحات للسياسة وحل النزاعات فيما يتعلق بالنزاعات حول المقالات الفردية. وتدور هذه المناقشات، التي يمكن لأي شخص أن يبدأها،  على صفحة "المقالات للحذف"  (التي غالبًا ما يشار إليها من قبل المحررين باسم AfD). يدور الكثير من النقاش ليس فقط حول محتوى كل مقال قيد المناقشة، بل أيضًا حول "وجهات نظر مختلفة حول كيفية تحرير موسوعة مثالية".
في نهاية كل مناقشة، يقوم أحد المسؤلين بالحكم على جودة إجماع المجتمع. يمكن للمسؤولين الإبلاغ عن المقالات التي لا تتطلب نقاشًا وحذفها دون مناقشة. إذا كان قرار المسؤول محل نزاع، فيمكن نقل المناقشة إلى "مراجعة الحذف"، حيث يناقش المجتمع قرار المسؤول. وفي الحالات المثيرة للجدل، يمكن أن تنتشر المناقشات إلى أماكن أخرى على الإنترنت .
كان التقدير الذي أُجري في عام 2006 هو أن الصفحات المتعلقة بحوكمة ويكيبيديا وإدخالات السياسة كانت واحدة من أسرع المجالات نموًا في ويكيبيديا وكانت تحتوي على حوالي ربع محتواها.

## المناصب
أُسّست كل من رابطة ويكيبيديا الإدماجية ورابطة ويكيبيديا الحذفية بواسطة المسؤولين في ويكيبيديا. لكل منهما صفحة خاصة على ويكيميديا تتضمن قائمة أعضائها ومواثيقها ومبادئها. (اعتبارًا من عام 2025، يبدو أن صفحة "رابطة ويكيبيديا الحذفية" (ADW) قد حُذفت 😀). وعلى الرغم من الطابع الفكاهي لكتابات هذه الروابط، إلا أنها تعكس الأهمية الكبيرة التي يوليها الأعضاء لويكيبيديا ودورها.
يزعم أصحاب نظرية الشمولية أن مصلحة قِلة من الناس تشكل شرطًا كافيًا لوجود مقالة، نظرًا لأن مثل هذه المقالات غير ضارة ولا يوجد قيود على المساحة في ويكيبيديا. من خلال تفضيل ما هو فردي وذاتي، فإن أحد الشعارات الشمولية هو "ويكيبيديا ليست ورقًا".
من ناحية أخرى، يفضل أنصار الحذف الموضوعية والتوافق، حيث يرون أن "ويكيبيديا ليست جوجل "، "مكب خردة"، أو "مكان لإلقاء الحقائق". يزعمون أن اهتمام عدد كافٍ من الأشخاص يعد شرطًا ضروريًا لجودة المقالة، وأن المقالات التي تتناول مواضيع تافهة تضر بمصداقية ويكيبيديا ونجاحها المستقبلي. إنهم يدعون إلى إنشاء وتطبيق معايير وسياسات محددة كشكل من أشكال الفقه.
وفقًا للمساهم المخضرم جيف بورلينج، فإن الأعضاء الجدد أقل عرضة للمساعدة في حذف المقالات التي كان ينبغي الاحتفاظ بها في وقت لاحق، وبالتالي تعلموا أقل عن ممارسة الحذر في عملية الحذف. أستاذ الصحافة ك.حدد جي. شنايدر عقلية الحذف على أنها ظهرت بمجرد تحول التركيز في الموسوعة من الكمية إلى الجودة.
في أوائل عام 2007، عرّف لاري سانجر، أحد مؤسسي ويكيبيديا، نفسه بأنه من دعاة الشمولية، باستثناء بعض المواضيع المتعلقة بالجنس ، لمشروعه Citizendium . كما تصف كاثرين ماهر، المديرة التنفيذية السابقة لمؤسسة ويكيميديا، نفسها بأنها من دعاة الشمولية. يلاحظ أندرو ليه ، وهو أحد المؤيدين للحذف والإدماج، تحولاً ثقافياً عن التوسع الأولي لويكيبيديا حيث أصبحت أكثر حذراً. لقد غيّر موقفه عندما قام مسؤول آخر بحذف مقال كتبه عن موقع التواصل الاجتماعي Pownce بسرعة باعتباره إعلانًا.

## الاستجابات
تم اقتراح إنشاء "ويكيمورج" يتم فيه الاحتفاظ بجميع المقالات المحذوفة وتواريخ تحريرها، كوسيلة لتوفير قدر أكبر من الشفافية في عملية الحذف.
في محاولة لتعزيز أرضية مشتركة بين الفلسفتين، تم إنشاء "رابطة ويكيبيديا الميرجيست" في نوفمبر 2004،  مؤكدة على إمكانية دمج المقالات معًا كبديل للحذف المباشر للمحتوى والاحتفاظ بمقالات منفصلة لمواضيع أقل أهمية. يتم تنفيذ عملية الدمج من مقال إلى آخر عن طريق نقل المحتوى ذي الصلة من المقال الأول إلى المقال الثاني، وإعادة توجيه المقال الأول إلى المقال الثاني.

## نقد
لاحظ صانع الأفلام الوثائقية جيسون سكوت مقدارًا كبيرًا من الجهد الضائع في مناقشات الحذف. قد تساهم مناقشات الحذف في تفكك المجتمع، وتقييد المعلومات، أو انخفاض معدل إنشاء المقالات مما يشير إلى انخفاض العاطفة والدافع بين المحررين. إن وصفك صراحةً بأنك من أنصار الإدماج أو الحذف قد يحرف الموضوع عن المناقشة الفعلية. ومع ذلك، لاحظ البعض أن التفاعل بين المجموعتين قد يؤدي في الواقع إلى تحسين الجودة الشاملة للمحتوى.
في صفحة "أفكار الشركات الناشئة التي نرغب في تمويلها، يذكر بول جراهام، المؤسس المشارك لمؤسسة واي كومبناتور ومسرع الشركات الناشئة، "بدائل أكثر انفتاحًا لويكيبيديا"، حيث يشتكي: الحذف يحكم ويكيبيديا. ومن الغريب أنهم مقيدون بالتفكير السائد في عصر الطباعة. ما الضرر إذا كان المرجع الموجود على الإنترنت يحتوي على سلسلة طويلة من المقالات التي تهم عدد قليل من الأشخاص، طالما أن الجميع يستطيعون العثور على ما يبحثون عنه؟ هناك مجال للقيام مع ويكيبيديا بما فعلته ويكيبيديا مع بريتانيكا.
روى الروائي نيكلسون بيكر كيف تم حذف مقال عن الشاعر الإيقاعي ريتشارد دينر باعتباره "غير جدير بالملاحظة"، وانتقد سلوك المحررين المتطوعين على ويكيبيديا في مجلة نيويورك ريفيو أوف بوكس: هناك الآن بعض الأشخاص على ويكيبيديا الذين هم مجرد متنمرين، يستمتعون بتدمير أعمال الناس والسخرية منها - حتى إلى حد الضحك على "الإنجليزية" غير القياسية. إنهم ينشرون مقالات مليئة بالتحذيرات والملاحظات المطلوبة للاستشهادات ويحثون على الحذف حتى تختفي المواضيع.
وقد أدت مثل هذه المناقشات إلى إنشاء مواقع ويب تنتقد ويكيبيديا مثل Wikitruth، الذي يراقب المقالات المعرضة لخطر الحذف. نُقل عن محرر ويكي نيوز، بريان ماكنيل، قوله إن كل موسوعة تشهد معارك داخلية، والفرق هو أن معارك ويكيبيديا عامة.

## البحث العلمي
في مؤتمر الفنون والثقافة الرقمية لعام 2005، تمت مناقشة المجموعتين كأمثلة بين "النهائية" و"الآنية" في بنية ناجحة واسعة النطاق للمشاركة. وقد تم ذكر وجود هذه المجموعات في دراسة أجرتها كلية هارفارد للأعمال.
أفاد المعهد الوطني للبحوث التربوية في فرنسا، في دراسات حالة على ويكيبيديا، أنه في حين كان من الصعب قياس تأثير المجموعات اعتبارًا من أبريل 2006، فإن وجودها يدل على ديناميكيات ويكيبيديا الداخلية المكونة من هويات متعددة، وقد تلعب أدوارًا متزايدة تدريجيًا.
في مجلة جمعية علوم وتكنولوجيا المعلومات ، أشارت دراسة لديناميكيات ويكيبيديا الاجتماعية إلى أن الإدماجية والحذف هما أبرز الارتباطات داخل ويكيبيديا. ويلاحظون أن المستخدمين الذين يتولون نفس الدور (المسؤول، إلخ) قد يحملون وجهات نظر مختلفة، وأن "تنوع تفضيلات الأعضاء [جودة المعلومات] والتكلفة المنخفضة لتشكيل أو تبديل الجمعيات قد تشجع الانقسام في جمعية قائمة أو تطور مجموعات جديدة". وفي الوقت نفسه، قد تساعد الجمعيات في نقد السياسات القائمة بشكل أفضل وإيجاد نقاط التقارب وتحقيقها.
زعم المستقبلي فاسيليس كوستاكيس أن وجود صراع بين الحذف والإدماج يوضح نموذج الحكم غير الكامل لويكيبيديا، وغموض قواعدها التي لا يمكن حلها إلا من خلال الصراع.

## ويكيبيديا بلغات أخرى
وبما أن مجتمعات الإصدارات اللغوية المختلفة من ويكيبيديا وضعت معايير الشهرة الخاصة بها، فقد تباعدت في بعض الحالات بشكل كبير. الكتابة لصحيفة دي تسايت يصف كاي بيرمان ويكيبيديا الألمانية بأنها تهيمن عليها "الاستبعادية"، في حين أنه يصف ويكيبيديا الإنجليزية بأنها "شاملة"؛ على الرغم من أن المؤلف تورستن كلاينز علق بأن ويكيبيديا الإنجليزية تطلب منذ عدة سنوات من المستخدمين أن يكون لديهم حسابات مسجلة لإنشاء المقالات، وهو ما لا تفعله ويكيبيديا الألمانية. أدى النقاش الذي دار في أواخر عام 2009 حول إدراج العديد من المقالات إلى انتقادات في عالم المدونات ‏ الألماني بلغت حدًا كبيرًا من العنف والحجم، حتى أن مؤسسة ويكيميديا الألمانية عقدت اجتماعًا مع العديد من المدونين ومديري ويكيبيديا الألمانية بشأن معايير الشهرة في ويكيبيديا الألمانية، وأصدرت بيانًا صحفيًا.